# Cryptocanthon galbao
Cryptocanthon galbao là một loài bọ cánh cứng trong họ Bọ hung (Scarabaeidae).